# Hamster de Chine
Cricetulus griseus
Pour les articles homonymes, voir Hamster (homonymie).
Espèce
Le Hamster de Chine (Cricetulus griseus) est une espèce de Hamsters qui est originaire des déserts du nord de la Chine et de la Mongolie. Le statut d'espèce du hamster de Chine est très discuté. Pour de nombreux auteurs, les études génétiques ne permettent pas de prouver qu'il ne s'agit pas que d'une sous-espèce de Cricetulus barabensis.
Le Hamster de Chine est aussi appelé Hamster nain de Chine ou Hamster rayé.

## Description
- Poids adulte : 50 - 75 grammes.
- Longueur de la queue : 2 à 3 centimètres.
- Longueur du corps: 7.5 - 9 cm
- Durée de vie: 2 - 4 ans
- Maturite:2 a 3 semaines

Ils étaient souvent, dans le passé, gardés comme animaux de laboratoire. Ce n'est que depuis quelques années qu'on en retrouve dans les animaleries comme animal de compagnie.

## Apparence générale du hamster
Les proportions du corps du hamster chinois, comparé à celles des autres hamsters domestiques, apparaissent longues et minces et ils ont, pour des hamsters, une queue relativement longue. Les mâles ont un scrotum relativement gros et c'était eux qui étaient, autrefois, gardés pour les recherches scientifique.
Les hamsters chinois ne sont pas associés aux hamsters nains. Le terme « nain » est souvent utilisé pour faire appel aux hamsters de type Phodopus.
La couleur sauvage est brun-gris avec une raie noir sur le dos et un ventre blanchâtre. Cette coloration, combinée à leur minceur et à leur longue queue les fait davantage ressembler à des souris, mais en fait, ils font partie du groupe des hamsters. Issue de la couleur sauvage, on retrouve une mutation tachetée, qui montre diverses taches blanches sur le dos du hamster.

## Caractère en Captivité
Ils ont un tempérament doux mais vif et se maintiennent difficilement en main.

## Biologie
- Gestation : 20 à 22 jours.
- Âge du sevrage : plusieurs semaines (c'est une espèce nidicole). Environ 21 jours